# Renpet Mons
Renpet Mons es un gran volcán en escudo, ubicado en la parte oriental de una provincia del cinturón de crestas en el planeta Venus. Tiene un diámetro de 300 km (190 millas) y es la fuente de enormes flujos de lava que recubren la llanura de Snegurochka Planitia.